# 紀元前839年
紀元前839年（きげんぜん839ねん）は、西暦による年。

## 他の紀年法
- 干支 : 壬戌
- 中国
  - 周 - 共和3年
  - 魯 - 真公17年
  - 斉 - 武公12年
  - 晋 - 釐侯2年
  - 秦 - 秦仲6年
  - 楚 - 熊勇9年
  - 宋 - 釐公20年
  - 衛 - 釐侯16年
  - 陳 - 幽公16年
  - 蔡 - 武侯25年
  - 曹 - 夷伯26年
  - 燕 - 恵侯26年
- 朝鮮
  - 檀紀1495年
- ユダヤ暦 : 2922年 - 2923年
- アッシリア暦 : 3912年
- 人類紀元 : 9162年